# Norman Catherine
Norman Catherine (East London, Sud-àfrica-1949) és un artista sud-africà. Va estudiar a l'escola d'art East London Technical College Art School entre 1967 i 1968. El 1969, Catherine va fer la primera exposició individual que va incloure pintures sobre fusta, ossos, cables i una sèrie d'objectes trobats. La seva obra ha patit des d'aleshores diverses metamorfosis, des de les pintures immaculades dels anys 70 realitzades amb aerògraf, als treballs de tècnica mixta, frenètics i plens de rituals alhora, de principi i mitjans dels anys 80; les escultures fetes amb cables i llaunes de final del 80 i les pintures primitives-futuristes de principi del 90, que van servir de llavor per al seu bestiari antropomòrfic. Al llarg dels seus trenta anys de treball, les imatges característiques de Catherine han inclòs formes rodones tan aviat còmiques com de malson, recollides en colors descarats. La idiosincràsia de la seva visió, una combinació de cinisme i humor exuberant, així com la utilització innovadora de materials d'ús diari, li ha assegurat un lloc en la primera línia de l'art contemporani sud-africà.